# Hauling-out

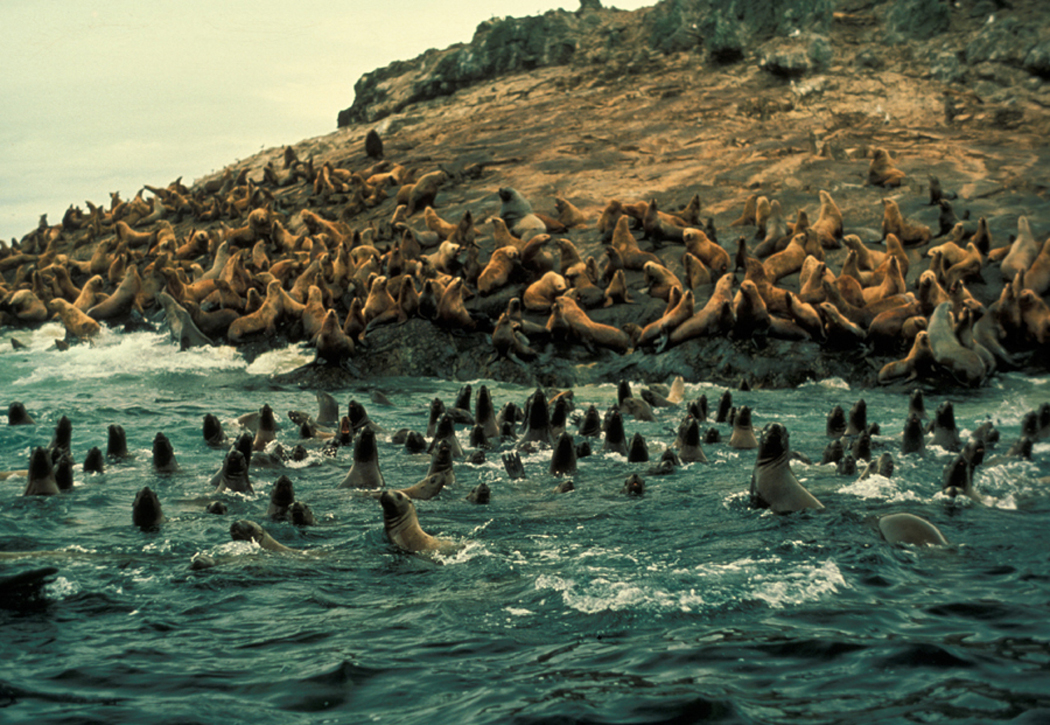
Haulout uchatkowatych

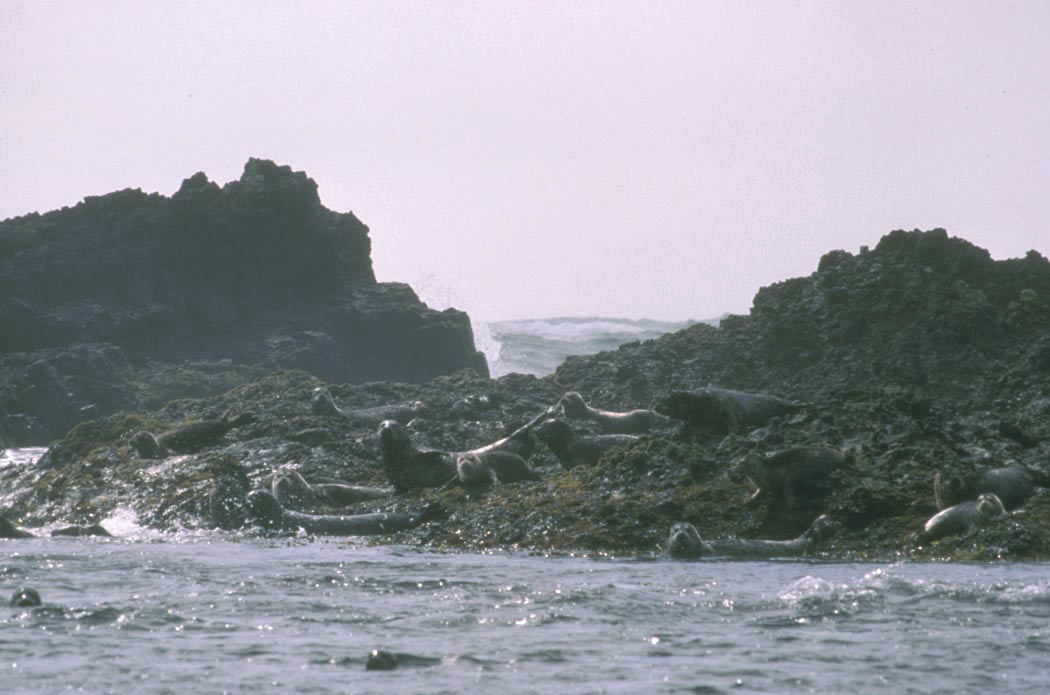
Zgromadzenie foki pospolitej

Hauling-out – zachowanie płetwonogich (fokowatych, uchatkowatych i morsów) związane z tymczasowym opuszczaniem wody między okresami żerowania i wyleganiem na ląd bądź na lód. Zachowanie to jest niezbędne dla kojarzenia się w pary (wyjątek stanowi foka bajkalska) i wydawania na świat młodych (dla rózróżnienia zgromadzenia w celu rozrodu określa się angielskim terminem "rookeries", podczas gdy inne to "haul-outs"). Inne korzyści ze zbierania się na lądzie to unikanie drapieżników, termoregulacja, aktywność społeczna, odpoczynek i zmniejszenie ilości pasożytów.
Występuje różnorodność wzorców tego zachowannia wśród różnych gatunków płetwonogich. Miejsca gromadzenia mogą podlegać segregacji wiekowej i płciowej w obrębie tego samego gatunku. Wiele gatunków płetwonogich ma tylko kilka miejsc, gdzie gromadzą się na rozród, ale okresowo zasiedlają setki miejsc haul-out. Dla przykładu uchatka karłowata rozradza się jedynie na 9 wyspach w Cieśninie Bassa, ale zajmuje do 50 miejsc zgromadzeń pośród wód południowego wschodu Australii, a uchatka grzywiasta ma około 50 rookeries oraz kilka setek miejsc haul-outu.